# Коллар, Брижит
Брижи́т Колла́р (фр. Brigitte Collard; род. 10 февраля 1957, Эпиналь) — французская кёрлингистка.
В составе женской сборной Франции участница демонстрационного турнира по кёрлингу на Зимних Олимпийских играх 1992 (женская сборная Франции заняла седьмое место).
Играла в основном на позициях первого.

## Команды
| Сезон   | Четвёртый    | Третий          | Второй         | Первый        | Запасной                                 | Турниры                   |
| ------- | ------------ | --------------- | -------------- | ------------- | ---------------------------------------- | ------------------------- |
| 1990—91 | Анник Мерсье | Катрин Лефевр   | Брижит Лами    | Клэр Ньятель  | Брижит Коллар                            | ЧМ 1991 (8 место)         |
| 1991—92 | Анник Мерсье | Брижит Лами     | Клэр Ньятель   | Брижит Коллар | Жеральдин Жиро                           | ЧЕ 1991 (7 место)         |
| 1991—92 | Анник Мерсье | Брижит Лами     | Жеральдин Жиро | Клэр Ньятель  | Брижит Коллар                            | ЗОИ 1992 (демо) (7 место) |
| 1994—95 | Брижит Лами  | Жослин Ланри    | Гаэтан Биболле | Брижит Коллар | Laurence Prunet тренер: Heidi Schlapbach | ЧЕ 1994 (7 место)         |
| 1994—95 | Брижит Лами  | Жослин Ко-Ланри | Гаэтан Биболле | Брижит Коллар | Татьяна Дюкро                            | ЧМ 1995 (10 место)        |

(скипы выделены полужирным шрифтом)